# Ocupação holandesa de Angola

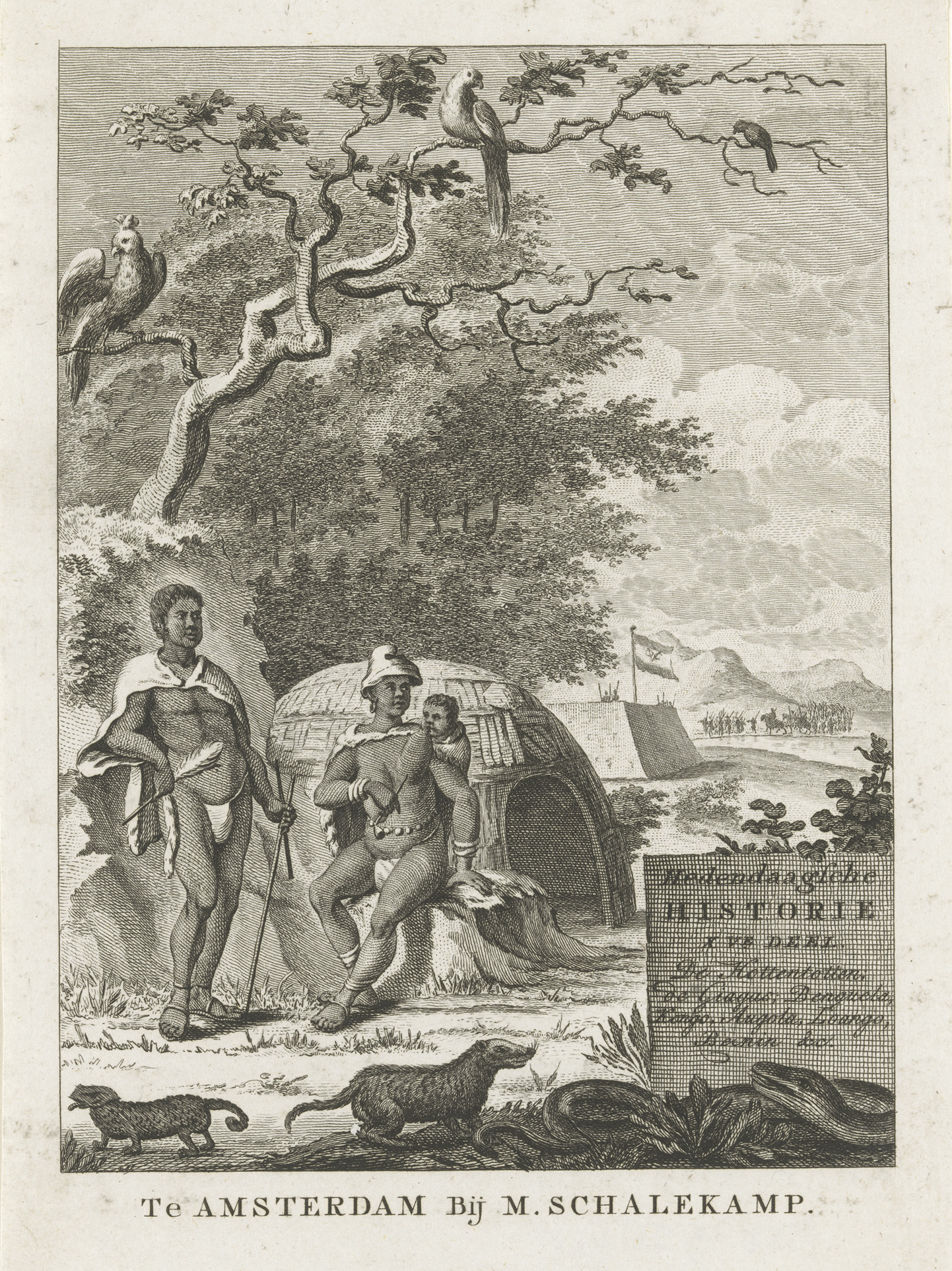
Família nativa em primeiro plano à frente de sua casa. Atrás da casa, uma bandeira da Companhia Neerlandesa das Índias Orientais está hasteada sob uma fortificação de Luanda e, ao fundo, a Rainha Ana de Sousa Ginga está a cavalo no meio de um grupo de homens armados.

A ocupação holandesa de Angola, denominada oficialmente Loango-Angola, data de 25 de agosto de 1641 quando o Almirante Cornelis Jol
 invade o território apoiado por 18 navios. A população de Luanda foge para norte, por ordem do governador, para o Forte de Massangano. A ocupação holandesa ira durar até 1648, data em que o rei D. João IV de Portugal envia Salvador Correia de Sá e Benevides para libertar o território.
A decisão de invadir Angola deve-se ao facto de a Companhia Neerlandesa das Índias Ocidentais necessitar de mais escravos para levar para o Nordeste do Brasil, região que ocupavam desde 1630. A intenção da Companhia seria mesmo de permanecer em Angola dados os planos existentes de construir um canal desde o rio Cuanza, a sul, até Luanda.
Em Maio de 1648, uma frota constituída por 12 navios e 1 200 homens, liderada por Salvador Correia de Sá e Benevides, parte do Brasil, e atraca em Quicombo cerca de três meses depois; ruma depois para norte, para Luanda, onde toma a Fortaleza de São Miguel de Luanda aos holandeses, que entretanto tinham fugido, e a cidade no dia seguinte, a 15 de Agosto.